# Cudos
Cudos egy francia település Gironde megyében az Aquitania régióban. Lakosainak száma 790 fő (2022. január 1.).

## Adminisztráció
Polgármesterek:
- 2001–2008 Jean Darremont
- 2008–2020 Jean-Claude Dupiol

## Demográfia
| Lakosok száma | 597  | 513  | 519  | 763  | 828  | 817  | 802  | 792  | 789  | 790  |
|               | 1968 | 1982 | 1990 | 2006 | 2013 | 2015 | 2017 | 2019 | 2020 | 2022 |

## Látnivalók
- Artiguevieille templom
- Collège et Lycée privé Saint-Clément